# Michael Huppertz

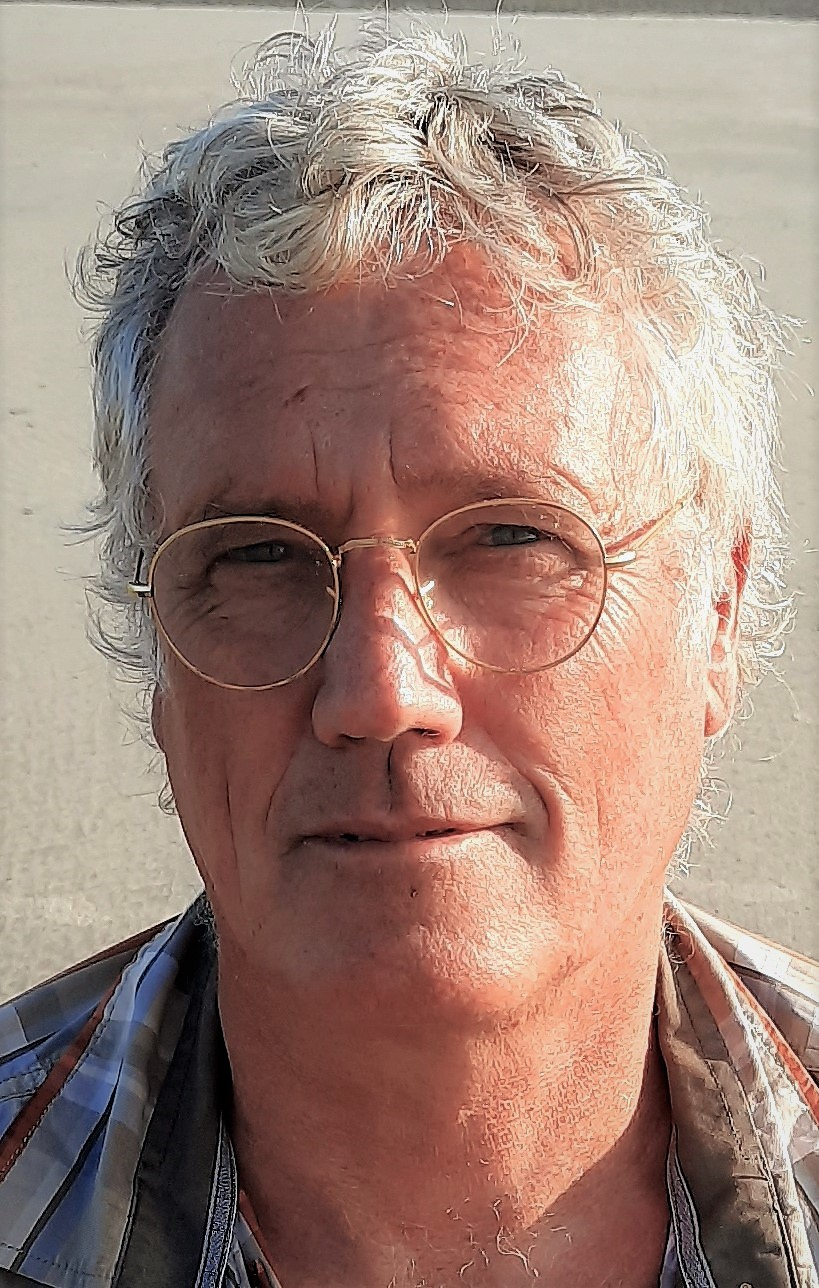
Michael Huppertz, 2020 (Foto: Antje Sommer-Schlögl)

Michael Huppertz (* 3. Oktober 1953 in Koblenz) ist ein deutscher Psychiater, Psychotherapeut und Soziologe, der vor allem die Bedeutung des Konzepts der Achtsamkeit in Therapie, Lebenskunst und Spiritualität erforscht und dazu publiziert.

## Leben
Michael Huppertz studierte Soziologie, Philosophie und Medizin an der FU Berlin. Es folgten Aufenthalte und Kontakte zur Reform der Psychiatrie in Italien und ein Praktikum in Neapel. Die Diplomarbeit in Soziologie schrieb er über Harry Stack Sullivan (1978, bei Hans Joas), die Dissertation in Philosophie an der TU Darmstadt „Zur Phänomenologie schizophrener Krisen“ (1999, bei Gernot Böhme). 1984–1991 absolvierte er eine Facharztausbildung im PKH Riedstadt, arbeitete in der Institutsambulanz und engagierte sich für die Enthospitalisierung. 1991–2007 psychiatrische und psychotherapeutische Tätigkeit in einer Gemeinschaftspraxis in Darmstadt, Supervisionstätigkeit.
Ab 1997 beteiligte er sich in Darmstadt am Aufbau eines ambulanten Teams, das die Dialektisch-Behaviorale Therapie (DBT), eine achtsamkeitsbasierte Psychotherapieform für Patienten mit Borderline-Persönlichkeitsstörung, umsetzte. 2010 erfolgte die Gründung einer Arbeitsgemeinschaft in Darmstadt, die achtsamkeitsbasierte Arbeitsformen für verschiedene psychotherapeutische Indikationen, aber auch zur Prävention und Beratung entwickelt. Seit 2013 besteht eine Zusammenarbeit mit Verena Schatanek (Naturschulen Zürich) in der Entwicklung theoretischer und praktischer Grundlagen der Arbeit mit Achtsamkeit in der Natur. Seine Vortrags- und Weiterbildungstätigkeit beinhaltete u. a. die Leitung einer Jahresfortbildung in achtsamkeitsbasierter Therapie und Beratung am Centrum für Integrative Psychotherapie (CIP) in München. Er ist Autor von Veröffentlichungen zur achtsamkeitsbasierten Therapie und Beratung und verwandten Themen.
Seit 2015 setzt er sich für die Entwicklung einer gemeindenahen Versorgung in Ländern ein, in denen eine psychiatrische Versorgung so gut wie nicht existiert und in denen die Lebenssituation vieler schwer psychisch oder epileptisch erkrankter Menschen von Vernachlässigung, Ausgrenzung und Menschenrechtsverletzungen geprägt ist. Außerdem engagiert er sich bei Amnesty International gegen diese Menschenrechtsverletzungen. 2018 war er Mitgründer einer Stiftung, die psychiatrische Projekte in der Elfenbeinküste und Burkina Faso unterstützt. Zu diesem Thema schreibt er immer wieder Veröffentlichungen.

## Werk
Mit den Texten zur schizophrenen Erkrankung bewegte sich Huppertz in der Tradition der anthropologischen und phänomenologischen Psychiatrie. Er interessiert sich für folgende Frage: Gibt es eine Logik in den massiven Veränderungen des subjektiven Erlebens, die zu einer schizophrenen Symptomatik führen? Seiner Auffassung nach steht im Zentrum des Geschehens eine Instabilität des vorintentionalen Weltbezugs, v. a. der selbstverständlichen Interaktionen mit anderen Menschen. Diese Instabilität geht mit einer gegenstandslosen Angst einher. Damit knüpft er u. a. an Arbeiten von Eugène Minkovski, Wolfgang Blankenburg und Louis Sass an. Die Betroffenen versuchen die Angst durch notfallartige kognitive Strategien zu überwinden. Wenn sie diese Strategien von der Realität und anderen Menschen entfernen, verstärkt sich die Angst, was wiederum die Entwicklung einer eigenen starren Weltsicht befördert. Die Erkrankung sollte daher besser als ein übertriebener Rationalismus, nicht als ein Durchbruch irrationaler Kräfte verstanden werden, die Symptomatik als Folge des Versuchs, eine existenzielle Verunsicherung zu bewältigen.
Moderne achtsamkeitsbasierte Therapien setzen aus der Sicht von Huppertz die phänomenologische Tradition in der Psychiatrie und Psychotherapie fort und bereichern sie mit therapeutischer Kreativität. Sie können als eine Form existenzieller Therapie verstanden werden, weil sie die Lebenseinstellung und -philosophie der Patienten auf heilsame Weise beeinflussen, indem sie eine wahrhaftige und offene Haltung im Umgang mit Gefühlen, Leid, Glück, Zeit usw. anstreben. Nach seiner Auffassung sollte sich dabei die Haltung der Achtsamkeit auch und gerade auf unsere Mitwelt und die Beziehungen, die wir zu ihr haben, erstrecken. Wenn man alle Aspekte und Möglichkeiten der Achtsamkeit nutzt, kann dies zu einer bunten, individualisierten, kreativen, alltäglichen Praxis führen. Dadurch eröffnen sich neue therapeutische Möglichkeiten, auch für schwer psychisch erkrankte Menschen. Darüber hinaus bewahrt dieses Verständnis die Achtsamkeit vor Weltflucht und Indifferenz. Sie kann auch hilfreich sein, wenn Sinnfindung, moralische Orientierungen und soziales oder politisches Engagement gefragt sind. Patienten wie Therapeuten sind dabei in gleicher Weise gefordert und begegnen sich auf Augenhöhe.
Die Lage der psychisch Kranken ist in vielen Ländern, die keine entwickelte psychiatrische Versorgung haben, miserabel. Sie ist von Vernachlässigung und Menschenrechtsverletzungen geprägt. Zu den Ländern, in denen diese Missstände besonders eklatant sind, gehören die Länder Westafrikas. Im Sinne des Grundprinzips der Sozialpsychiatrie, sich vor allem für die besonders kranken und hilfsbedürftigen Patienten zu engagieren, versucht die Mindful-Change-Foundation, die er 2018 mit Kollegen in Darmstadt gegründet hat, auf diese stille Katastrophe aufmerksam zu machen. Die Stiftung unterstützt psychiatrische Projekte in der Elfenbeinküste und Burkina Faso bei der Entwicklung einer gemeindenahen Versorgung.